# Савчин
Савчин (укр. Савчин) — село в Сокальской городской общине Шептицкого района Львовской области Украины.
Население по переписи 2001 года составляло 635 человек. Занимает площадь 1,44 км². Почтовый индекс — 80044. Телефонный код — 3257.